# Bakszakáll
A bakszakáll vagy kecskedísz vagy zabgyökér (Tragopogon) az őszirózsafélék (Asteraceae) egyik növénynemzetsége.

## Jellemzőik
Fajaik egyéves vagy évelő lágyszárúak, Európában, Ázsiában és Afrikában őshonosak. Tejnedvvel rendelkeznek (tejelő növények). Leveleik a száron váltakozó állásban helyezkednek el. A levelek alakja a pázsitfüvekéhez hasonló, keskeny-szálas, ép szélű, gyakran bodrosak, hosszan elhegyesedők, szárölelőek (levélhüvelyet képeznek). Fészekvirágzatuk magános, viszonylag nagyméretű; virágaik közös kelyhét 8–12 fészekpikkely alkotja, ezek egy sorban helyezkednek el, s a nyelves virágokon gyakran túlnyúlnak. Fészkük virágai mind nyelves virágok (csöves virágaik nincsenek) és többnyire sárgák, ritkábban lilák. Termésük kaszat, mely barázdás, apró fogacskás, csőrös; a hosszú csőr tetejét nagy, sugaras szőrbóbita díszíti, melynek szőrei összefonódnak.
A magyarországi fajok réten, mezőn, füves helyen gyakoriak, másodrendű takarmánynövényként hasznosítják őket, gyökerük, levelük ehető:
- közönséges bakszakáll (Tragopogon orientalis),
- nagy bakszakáll (Tragopogon dubius),
- homoki bakszakáll (Tragopogon floccosus) – védett növényfaj.

A réti bakszakáll (Tragopogon pratensis) Magyarországról hiányzik. Azonban több kutató a közönséges bakszakállt (Tragopogon orientalis) a réti bakszakáll alfajának tartja Tragopogon pratensis subsp. orientalis néven, vagyis ebben az értelemben Magyarországon is előfordul.
Magyarországon nem őshonos, de ismert kultúrfaj a salátabakszakáll (Tragopogon porrifolius), melyet szalszifinek, ártifinek is neveznek.

## Fajai
A The Plant List adatbázisában az alábbi, érvényesnek tartott bakszakállfajok szerepelnek:
- Tragopogon acanthocarpus Boiss.
- Tragopogon afghanicus Rech.f. & Köie
- Tragopogon alaicus S.A.Nikitin
- Tragopogon albinervis Freyn & Sint.
- Tragopogon albo-marginatus Kitam.
- Tragopogon angustifolius bell. ex Willd.
- Tragopogon armeniacus Kuth.
- Tragopogon aureus Boiss.
- Tragopogon badachschanicus Boriss.
- Tragopogon bakhtiaricus Rech.f.
- Tragopogon balcanicus Velen.
- Tragopogon bjelorussicus Artemczuk
- Tragopogon bombycinus Gredilla
- Tragopogon bornmuelleri Ownbey & Rech.f.
- Tragopogon borysthenicus Artemczuk
- Tragopogon brevirostris DC.
- Tragopogon buphthalmoides (DC.) Boiss.
- Tragopogon capitatus S.A.Nikitin
- Tragopogon caricifolius Boiss.
- Tragopogon castellanus Levier
- Tragopogon cazorlanus C.Díaz & Blanca
- Tragopogon charadzeae Kuth.
- Tragopogon colchicus Albov
- Tragopogon collinus DC.
- Tragopogon coloratus C.A.Mey.
- Tragopogon conduplicatus S.A.Nikitin
- Tragopogon crantzii Dichtl
- Tragopogon cretaceus S.A.Nikitin
- Tragopogon crocifolius L.
- Tragopogon dasyrhynchus Artemczuk
- Tragopogon duarius Chenevard
- Tragopogon dubianskyi Krasch. & S.A.Nikitin
- Tragopogon dubius Scop.
- Tragopogon elatior Steven
- Tragopogon elongatus S.A.Nikitin
- Tragopogon erostris Boiss. & Hausskn.
- Tragopogon fibrosus Freyn & Sint. ex Freyn & Sint.
- Tragopogon filifolius Rehm. ex Boiss.
- Tragopogon floccosus Waldst. & Kit.
- Tragopogon gaudanicus Boriss.
- Tragopogon gongylorrhizus Rech.f.
- Tragopogon gorskianus Rchb.f.
- Tragopogon gracilis D.Don
- Tragopogon graminifolius DC.
- Tragopogon grandanicus Boriss.
- Tragopogon haussknechtii P.Fourn.
- Tragopogon hayekii (Soó) I.Richardson
- Tragopogon heteropappus C.H.An
- Tragopogon heterospermus Schweigg.
- Tragopogon hispidus L.
- Tragopogon hortensis Focke
- Tragopogon humilis Fisch.
- Tragopogon hybridus R.Lesson
- Tragopogon idae Kuth.
- Tragopogon jesdianus Boiss. & Buhse
- Tragopogon karelinii S.A.Nikitin
- Tragopogon karjaginii Kuth.
- Tragopogon kasahstanicus S.A.Nikitin
- Tragopogon kashmirianus G.Singh
- Tragopogon kemulariae Kuth.
- Tragopogon ketzkhovelii Kuth.
- Tragopogon kindingeri Adamović
- Tragopogon kopetdaghensis Boriss.
- Tragopogon kotschyi Boiss.
- Tragopogon kultiassovii Popov ex S.A.Nikitin
- Tragopogon kurdistanicus Chrtek & Hadač
- Tragopogon lacaitae Rouy
- Tragopogon lamottei Rouy
- Tragopogon lassithicus Rech.f.
- Tragopogon latifolius Boiss.
- Tragopogon leonidae Kuth.
- Tragopogon leucanthus Rech.f.
- Tragopogon longifolius Heldr. & Sart. ex Boiss.
- Tragopogon macropogon C.A.Mey.
- Tragopogon makaschwilii Kuth.
- Tragopogon malikus S.A.Nikitin
- Tragopogon marginatus Boiss. & Buhse
- Tragopogon marginifolius Pavlov
- Tragopogon maturatus Boriss.
- Tragopogon meskheticus Kuth.
- Tragopogon × mirabile Rouy
- Tragopogon mirabilis Rouy
- Tragopogon mirus Ownbey
- Tragopogon miscellus Ownbey
- Tragopogon montanus S.A.Nikitin
- Tragopogon mutabilis Jacq.
- Tragopogon neglectus Hausskn.
- Tragopogon × neohybridus Farw.
- Tragopogon nervosus Sol.
- Tragopogon oligolepis Hartvig & Strid
- Tragopogon olympicus Boiss.
- közönséges bakszakáll (Tragopogon orientalis L.)
- Tragopogon otschiaurii Kuth.
- Tragopogon paradoxus S.A.Nikitin
- Tragopogon perpusillus Arv.-Touv.
- Tragopogon phaeus Focke
- Tragopogon pichleri Boiss.
- Tragopogon podolicus (DC.) S.A.Nikitin
- Tragopogon porphyrocephalus Rech.f.
- Tragopogon porrifolius L.
- réti bakszakáll (Tragopogon pratensis L.)
- Tragopogon pseudocastellanus Blanca & C.Díaz
- Tragopogon pseudomajor S.A.Nikitin
- Tragopogon pterocarpus DC.
- Tragopogon pterodes Pančić
- Tragopogon pusillus M.Bieb.
- Tragopogon raginatus Ownbey & Rech.f.
- Tragopogon rechingeri Ownbey
- Tragopogon reticulatus Boiss. & A.Huet
- Tragopogon rezaiyensis Rech.f.
- Tragopogon ruber S.G.Gmel.
- Tragopogon ruthenicus Besser ex Krasch. & S.A.Nikitin
- Tragopogon sabulosus Krasch. & S.A.Nikitin
- Tragopogon samaritanii Boiss.
- Tragopogon scoparius S.A.Nikitin
- Tragopogon scorzonerifolius L.
- Tragopogon segetus Kuth.
- Tragopogon serawschanicus S.A.Nikitin
- Tragopogon serotinus Sosn.
- Tragopogon sibiricus Ganesch.
- Tragopogon silesiacus Krock.
- Tragopogon soltisiorum Mavrodiev
- Tragopogon songoricus S.A.Nikitin
- Tragopogon sosnowskyi Kuth.
- Tragopogon stribrnyi Hayek
- Tragopogon stroterocarpus Rech.f.
- Tragopogon subacaulis O.Schwarz
- Tragopogon subalpinus S.A.Nikitin
- Tragopogon tanaiticus Artemczuk
- Tragopogon tomentosulus Boriss.
- Tragopogon tommasinii Sch.Bip.
- Tragopogon trachycarpus S.A.Nikitin
- Tragopogon tuberosus K.Koch
- Tragopogon turkestanicus S.A.Nikitin ex Pavlov
- Tragopogon ucrainicus Artemczuk
- Tragopogon undulatus Jacq.
- Tragopogon vaginatus Ownbey & Rech.f.
- Tragopogon verrucosobracteatus C.H.An
- Tragopogon villosus L.
- Tragopogon vulgaris Gueldenst.
- Tragopogon vvedenskyi Popov ex Popov